# Коскарелли, Дон
Дон Коскарелли (англ. Don Coscarelli, Jr. род. 17 февраля 1954, Триполи, Ливия) — американский кинорежиссёр, продюсер и сценарист, известный в основном своими работами из серии «Фантазм», «Повелитель зверей» и «Бабба Хо-Теп».

## Биография
Коскарелли родился 17 февраля 1954 в Триполи в семье итальянских поселенцев в Ливии, но вырос в Южной Калифорнии.
Заинтересовался кино с раннего возраста. Несколько низкобюджетных короткометражных фильмов, снятые им вместе с друзьями, были показаны по местному телевидению и завоевали многочисленные награды.
Режиссёрская карьера Коскарелли начиналась в середине 1970-х годов. Его дебютным фильмом стала мелодрама о трудной жизни подростка в семье алкоголиков — Jim the World’s Greatest. Первоначальный бюджет фильма составлял 35 тысяч долларов (эти деньги на съёмку фильма были выделены отцом Коскарелли, который был инвестиционным консультантом), но впоследствии бюджет увеличился до 100 тысяч. После рекомендации критика Чарльза Чамплина из газеты LA Times, фильм выкупила кинокомпания Universal за 200 тысяч долларов. Этот случай сделал 19 летнего Коскарелли, на тот момент, самым молодым режиссёром, у которого выкупил фильм для дистрибуции крупная кинокомпания. Благодаря съёмкам этого фильма Коскарелли повстречал трёх человек, которые впоследствии помогли ему и его фильмам стать всемирно знаменитыми, это актёры Ангус Скримм, Реджи Бэннистер и композитор Фред Майроу.
Следующим фильмом, снятым Коскарелли, был «Джим великолепный». За ним последовал семейная комедия «Kenny & Company» (1976). Одним из актёров этого фильма был Майкл Болдуин. После съёмок фильма Коскарелли уединился на три недели в горном домике, где и написал сценарий фильма «Фантазм». Для съёмок фильма Коскарелли опять пришлось просить деньги у отца, на этот раз он выделил около 300 тысяч долларов. После этого он отправился снимать фильм в Южную Калифорнию, где ему приходилось арендовать дорогое оборудование. Дон Коскарелли мало того что сам написал сценарий фильма и срежиссировал его, он ещё выступил в качестве оператора, монтажёра и продюсера.

## Фильмография
- Кенни и компания (1976)
- Лучший в мире Джим (1976)
- Фантазм (1979)
- Повелитель зверей (1982)
- Фантазм 2 (1988)
- Борьба за выживание (1989)
- Фантазм 3: Повелитель мёртвых (1994)
- Фантазм 4: Забвение (1998)
- Бабба Хо-Теп (2002)
- Мастера ужасов / Происшествие на горной дороге (2005)
- В финале Джон умрет (2012)
- Фантазм 5: Уничтожитель (2016)

## Награды и номинации
| Категория                         | Год                               | Фильм                             | Итог                              |
| Премия «Кинофестиваль в Авориазе» | Премия «Кинофестиваль в Авориазе» | Премия «Кинофестиваль в Авориазе» | Премия «Кинофестиваль в Авориазе» |
| --------------------------------- | --------------------------------- | --------------------------------- | --------------------------------- |
| Специальный приз жюри             | 1979                              | «Фантазм»                         | Награда                           |
| Специальный приз жюри             | 1982                              | «Повелитель зверей»               | Награда                           |
| Премия «Премия Брэма Стокера»     |                                   |                                   |                                   |
| Премия Брэма Стокера              | 2004                              | «Бабба Хо-Теп»                    | Награда                           |
| Премия «Кинофестиваль в Торонто»  |                                   |                                   |                                   |
| Приз зрительских симпатий         | 2012                              | «В финале Джон умрет»             | Награда                           |